# Határ-patak
A Határ-patak Szlovénia területén ered, a Muravidéken, a Hetés néprajzi táj területén, Dobronak (Dobrovnik) keleti részén, Bödeháza falutól északnyugati irányban. A patak Szentistvánlaktól északnyugatra lép be hazánk területére, majd Bödeházától délnyugatra egy rövid szakaszon visszatér Szlovéniába, Kámaháza (Kamovci) településnél, aztán újra Magyarországon halad tovább. Gáborjánháza előtt ismét átlépi a határt, hogy mintegy fél kilométer megtételét követően ismét visszatérjen magyar területre. Göntérháza mellett kelet felől halad el, magyar földön, majd Gáborjánháza délnyugati külterületén, a szlovén Hídvég falunál ismét elhagyja hazánk területét. Hídvég délkeleti részén a Kebele-patakba torkollik.

## Part menti települések
A szomszédos Szlovéniában eredő patak mindössze kettő magyarországi település (Bödeháza és Gáborjánháza) közelében halad el, majd útja végén visszatér Szlovéniába. A Nyugat-Dunántúl, valamint ezen belül a Lenti járás érintésével hazánk területére is belépő patak a Pomurska, azaz magyar nevén a Muravidék közigazgatási régió területén ered, majd ott is ér véget. A szlovén oldalon valamivel több, mint 1500 fő él, míg a magyar oldalon alig több, mint 100 fő él.
- Dobronak (Dobrovnik), (Szlovénia)
- Szentistvánlak (Bödeháza része)
- Bödeháza
- Kámaháza (Kamovci), (Szlovénia)
- Göntérháza (Genterovci), (Szlovénia)
- Gáborjánháza
- Hídvég (Mostje), (Szlovénia)